# Macchina termica

Diagramma di una macchina termica: la sorgente calda a temperatura cede il calore, la macchina termica cede il calore alla sorgente fredda a temperatura. La macchina termica compie lavoro sull'ambiente esterno

In termomeccanica una macchina termica è un dispositivo fisico o teorico in grado di scambiare calore e lavoro con l'ambiente circostante o un altro sistema fisico. La macchina termica spesso è ciclica e descritta fisicamente da un ciclo termodinamico. Il nome di una macchina termica di solito è quello del ciclo termodinamico associato. A volte invece hanno nomi come motori a gasolio, benzina, motori a turbina, motore a vapore.
Il lavoro è prodotto sfruttando il gradiente termico tra una sorgente calda e una sorgente fredda. Il trasferimento di calore dalla sorgente calda a quella fredda di solito avviene tramite un fluido di lavoro, mentre la macchina frigorifera, sfruttando il lavoro fornito, opera nel verso opposto.

## Macchine in parallelo

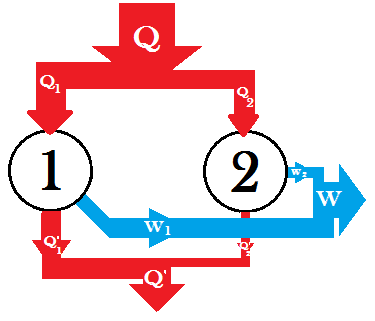
Due macchine in parallelo con sorgente termica e rapporto di ripartizione assegnati

Due macchine termiche si dicono in parallelo quando le rispettive fonti {\displaystyle Q_{1}} e {\displaystyle Q_{2}} sono indipendenti.
Il rendimento della macchina che ha per sorgente Q la somma delle sorgenti e per lavoro termodinamico la somma dei lavori (come nello schema a fianco) vale perciò:
{\displaystyle \eta _{\parallel }={\frac {W_{1}+W_{2}}{Q_{1}+Q_{2}}}={\frac {Q_{1}}{Q_{1}+Q_{2}}}\eta _{1}+{\frac {Q_{2}}{Q_{1}+Q_{2}}}\eta _{2}},
ovvero, detto {\displaystyle a={\frac {Q_{1}}{Q_{1}+Q_{2}}}} il rapporto di ripartizione della sorgente, dove per definizione 0<a<1:
{\displaystyle \eta _{\parallel }=a\eta _{1}+(1-a)\eta _{2}}.
Poiché per la simmetria fisica del problema non risulta restrittivo imporre {\displaystyle \eta _{1}\geq \eta _{2}}, {\displaystyle \eta _{\parallel }} è massimo quando a è massimo, e vale:
{\displaystyle \eta _{\parallel max}=\eta _{1}}.
Estendendo il ragionamento a n macchine in parallelo, otteniamo:
{\displaystyle \eta _{\parallel }=\sum _{i=1}^{n-1}a_{i}\eta _{i}+(1-\sum _{i=1}^{n-1}a_{i})\eta _{n}}.
ed ammettendo sempre per simmetria che {\displaystyle \eta _{i}\geq \eta _{i-1}}, {\displaystyle \eta _{\parallel }} è massimo quando {\displaystyle a_{1}} è massimo, cioè:
{\displaystyle \eta _{\parallel max}=\eta _{1}}.
Non è conveniente usare solo le tecnologie a più alto rendimento per ridurre i paralleli il più possibile; bisogna però conciliare questo nella pratica ingegneristica con il fabbisogno energetico che non è possibile soddisfare con le sole macchine più efficienti.
Però non tiene conto delle perdite nel trasporto dell'energia, che spesso rendono competitiva una generazione locale meno efficiente con una centralizzata anche se più efficiente. Infine il dispacciamento economico rende spesso preferibili tecnologie meno efficienti ma più collaudate rispetto a tecnologie più efficienti, anche se questo comporta un maggiore sperco di calore nel sistema a parità di potenza generata.

## Macchine in serie

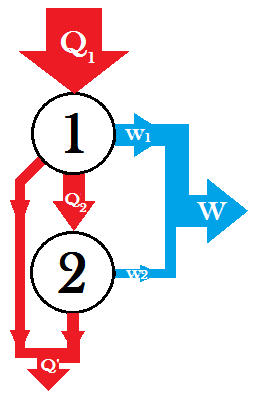
Due macchine in serie che operano con sorgente termica e ordine assegnati

Due macchine termiche si dicono in serie quando la fonte {\displaystyle Q_{2}} di una è frazione costante dello scarico dell'altra:
{\displaystyle Q_{2}=hQ'_{1}}
di solito viene indicata con h in quanto equivale al coefficiente di scambio termico dal fluido esausto della prima al fluido esausto della seconda che viene così rigenerato. Il rendimento della macchina che ha sorgente {\displaystyle Q=Q_{1}}della prima macchina e per lavoro la somma dei lavori (come nello schema a fianco) vale perciò:
{\displaystyle \eta _{\bot }={\frac {W_{1}+W_{2}}{Q_{1}}}={\frac {W_{1}}{Q_{1}}}+{\frac {W_{2}}{Q_{2}}}{\frac {Q_{2}}{Q_{1}}}={\frac {W_{1}}{Q_{1}}}+{\frac {W_{2}}{Q_{2}}}{\frac {Q_{2}}{Q'_{1}}}{\frac {Q'_{1}}{Q_{1}}}=\eta _{1}+\eta _{2}h(1-\eta _{1})}
cioè in definitiva:
{\displaystyle \eta _{\bot }=\eta _{1}+h\eta _{2}-h\eta _{1}\eta _{2}}
Quindi ammettendo che, com'è intuitivo, per massimizzare il rendimento si sfrutti la macchina a rendimento maggiore a monte potendo generare più lavoro che a valle, quindi in modo equivalente che di nuovo {\displaystyle \eta _{1}\geq \eta _{2}}, la generazione combinata sarà conveniente se:
{\displaystyle \eta _{\bot }\geq \eta _{1}},
cioè se:
{\displaystyle h\eta _{2}-h\eta _{1}\eta _{2}\geq 0},
ovvero semplificando se: {\displaystyle \eta _{1}\leq 1}, condizione che coincide con il primo principio della termodinamica, ovvero con l'impossibilità del moto perpetuo di prima specie. Si noti che questo ragionamento giustifica l'esistenza del ciclo combinato non solo per economia energetica, ma anche a livello impatto sull'atmosfera, in quanto maggiori rendimenti garantiscono un minore consumo di combustibile.
Passando ad una serie di più macchine, abbiamo che:
{\displaystyle \eta _{\bot }={\frac {\sum _{i}W_{i}}{Q_{1}}}=\sum _{i=1}^{n}\left({\frac {W_{i}}{Q_{i}}}\,\prod _{j=1}^{i-1}{\frac {Q_{j+1}}{Q_{j}}}\right)=\sum _{i=1}^{n}\left(\eta _{i}\prod _{j=1}^{i-1}h_{(j,j+1)}\,(1-\eta _{j})\right)}
e imponendo per convenienza con ragionamento analogo al precedente che: {\displaystyle \eta _{i}\geq \eta _{i-1}}, la generazione combinata sarà conveniente se: {\displaystyle \eta _{\bot }\geq \eta _{1}}, cioè:
{\displaystyle \sum _{i=2}^{n}\left(\eta _{i}\prod _{j=1}^{i-1}h_{(j,j+1)}\,(1-\eta _{j})\right)=h_{12}(1-\eta _{1})\sum _{i=2}^{n}\left(\eta _{i}\prod _{j=2}^{i-1}h_{(j,j+1)}\,(1-\eta _{j})\right)\geq 0}
e cioè se:
{\displaystyle \sum _{i=2}^{n}\left(\eta _{i}\prod _{j=2}^{i-1}h_{(j,j+1)}\,(1-\eta _{j})\right)\geq 0}
condizione sufficiente (ma non necessaria) affinché ciò si verifichi è che tutti i termini siano non negativi:
{\displaystyle \eta _{i}\prod _{j=2}^{i-1}h_{(j,j+1)}\,(1-\eta _{j})\geq 0}
che è sempre verificata in quanto: {\displaystyle 0\leq \eta _{i}\leq 1,\,h_{(i,i+1)}\geq 0}.
Però l'entalpia accumulabile dai fluidi di lavoro delle macchine successive devono essere tali da permettere di operarlo in una macchina termica, cosa spesso impossibile oltre il secondo fluido per cui finora viene realizzato con il ciclo Hirn; altro punto chiave per nulla scontato è l'economia del gruppo (soprattutto del parco pompe e scambiatori) che spesso si riduce a tal punto da superare il vantaggio dell'aumento del rendimento, e rendere competitivi altri miglioramenti come il preriscaldamento del fluido della prima macchina.

## Esempi
Alcune macchine termiche, nonostante prevedano una combustione (interna o esterna), possono essere programmate con combustione esterna. Per esempio John Ericsson sviluppò una macchina termica che usava il ciclo Diesel, ma aveva una sorgente di calore esterna.

### Cicli con cambiamento di fase
il fluido di lavoro effettua una transizione di fase da gas a liquido e viceversa nel ciclo.
- Ciclo Rankine (per motore a vapore)
- Ciclo Hirn (idem sopra con surriscaldamento)
- Ciclo rigenerativo (idem sopra con recupero del calore per acqua alimento)
- Cicli vapore a liquido (Drinking bird)
- Cicli liquido a solido (Frost heaving - l'acqua diventa ghiaccio e viceversa e può alzare roccia fino a 60 metri)
- Cicli solido a gas (Dry ice cannon - il ghiaccio sublima a gas)

### Cicli con solo gas
In questi cicli il fluido è sempre gassoso:
- Motore a combustione esterna:
  - Ciclo Carnot (Macchina di Carnot)
  - Ciclo Ericsson (Caloric Ship John Ericsson)
  - Ciclo Reitlinger (Motore ad aria calda)
  - Ciclo Stirling (Motore ad aria calda)
  - Ciclo Stoddard
- Motore a combustione interna:
  - Ciclo Otto (per esempio motore a benzina, motore a gasolio veloce)
  - Ciclo Diesel (per esempio motore a gasolio lento)
  - Ciclo Sabathé (intermedio tra Otto e Diesel)
  - Ciclo Atkinson (motore Atkinson)
  - Ciclo Brayton (turbina a gas)
  - Ciclo Lenoir (per esempio pulse jet engine)
  - Ciclo Miller

### Cicli con solo liquido
In questi cicli il fluido è sempre liquido:
- Stirling - Motore Malone
- Temoidraulico (Effetto termosifone)

### Cicli elettronici
- Termoelettrico (effetto Seebeck)
- Emissione termoionica
- Raffreddamento termotunnel

### Cicli magnetici
- Motore termo-magnetico (Tesla)
- Demagnetizzazione adiabatica

### Cicli usati per la refrigerazione
Un refrigeratore è una macchina termica che lavora al contrario. Il lavoro è usato per trasferire calore da una sorgente fredda ad una calda. Molti cicli possono lavorare nel senso opposto e funzionare con fluido refrigerante. La macchina termica a combustione interna è, per natura, non reversibile mentre lo è una macchina termica a combustione esterna.
Ad esempio:
- ciclo frigorifero a compressione
- ciclo frigorifero ad absorbimento
- ciclo frigorifero ad adsorbimento
- Air cycle machine
- Refrigerazione Vuilleumier